# プレッジ (担保)
プレッジ（英: pledge）は、英米法における担保または担保権の一種
- 英米法における担保権の一種。日本の民法の質権に類似する[1][2]。
- 英米法で担保のこと[2]。

## 担保権
英米法における担保権の一種であるプレッジ（pledge）は動産質または質入抵当と訳される。債務者が債務を完済するまで債権者に自己の所有物を質入れする担保である。弁済の約定期日までに債務者が完済すれば質物は返還される。
設定の目的が原則として動産とされている地域もある。そのため動産質と訳されることもある。シンガポールのように不動産にも設定することができる地域もある。

## リプレッジ
米国の統一商事法典（UCC）は占有を対抗要件とする担保権のほか支配を対抗要件とする担保権（投資財産、預金口座、信用状の権利、電子的動産担保証券）にも転担保（リプレッジ）を設定できるとしている。

## ネガティブプレッジ条項
債権者と債務者の間で他の債務の担保として債務者のいかなる財産に対しても担保を設定しないとする財務上の特約をネガティブプレッジ条項（Negative pledge clause）、担保化否定条項または担保提供制限条項という。